# みずほATMコーナー

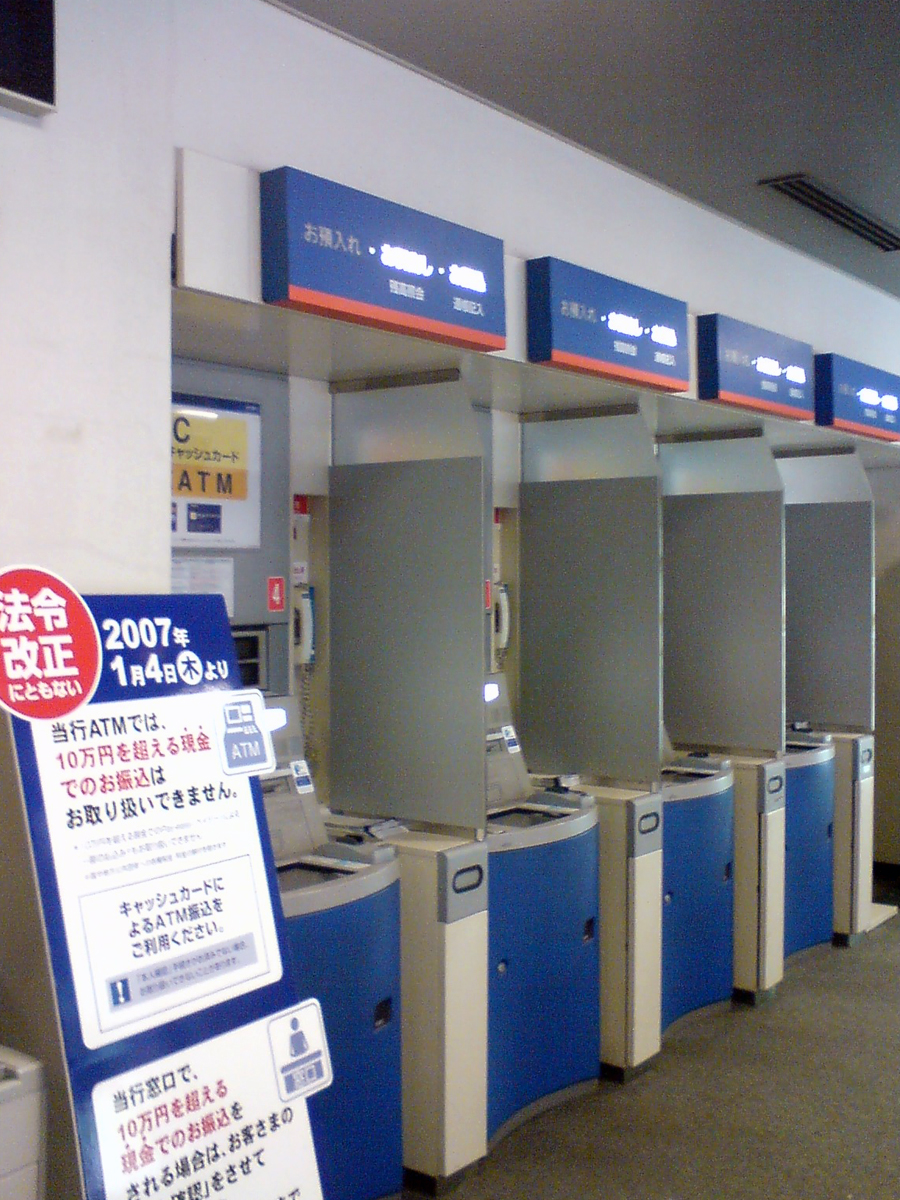
みずほ銀行東京営業部内（2007年・当時はみずほ銀行本店）

みずほATMコーナー（みずほエィティエムコーナー）は、都市銀行のみずほ銀行が直接管轄している現金自動預け払い機の設置箇所の名称である。

## 概要
- みずほ銀行の有人店舗（本店、支店、有人出張所）だけでなく、駅構内や駅前、商店街、オフィスビル内などに無人店舗として首都圏を中心に数多く存在する。

- 当初東京中央支店(システム上はATM統括支店)が管轄していたMMKタイプの店舗外ATMについては近隣のみずほ銀行の店舗管理に変更された。

## 過去の名称
2002年4月に発足した、第一勧業銀行を前身とする（旧）みずほ銀行と、富士銀行・日本興業銀行を前身とするみずほコーポレート銀行が発足した以前は、以下の名称で展開されていた。
- 第一勧業銀行→「ハートのクイックロビー」・「ハートの自動サービスコーナー」
- 富士銀行→「FUJI CASH SERVICE ―富士キャッシュサービス―」・「FUJI FAST LOBBY ―富士ファーストロビー―」「FUJI Town Bank ―富士タウンバンク―」（店舗外出張所）

(なお、日本興業銀行とみずほ統合準備銀行のATMについては愛称が設定されていなかった。